# Ohlokracija
Ohlokracija (iz grščine: οχλοκρατία - okhlokratía in latinščine: ochlocratia) je vladavina sodrge, drhali. Ohlokracija je slabšalen izraz za vladavino večine, kjer ne obstaja nobena formalna avtoriteta in se spori za razliko od anarhizma rešujejo izključno z uporabo sile.
Izraz naj bi skoval starogrški zgodovinar Polibij v svojem delu Zgodovina (Ίστορίαι), kjer opisuje sistem kot patološko različico vladavine večine (v nasprotju z demokracijo), ki v družbi sledi obdobjema tiranije in oligarhije.